# Luiz Carlos Sá
Luiz Carlos Pereira de Sá (Rio de Janeiro, 15 de outubro de 1945) é um cantor, compositor e violonista brasileiro, que com o também compositor Guttemberg Guarabyra, forma a dupla musical Sá e Guarabyra.

## Biografia

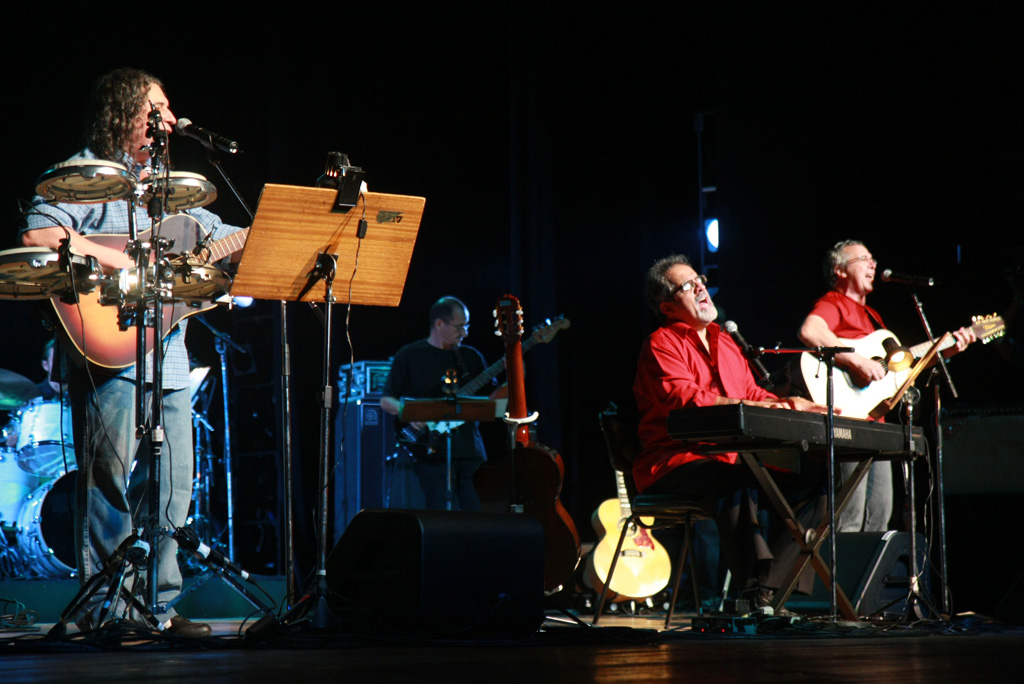
Sá tocando junto ao trio em 2008 no Theatro Municipal de São Paulo

Formado em Direito pela Universidade Candido Mendes, começou a tocar violão e a compor aos 17 anos de idade. Teve sua primeira composição gravada em 1965, a canção "Baleiro", interpretada pela cantora Luhli. Sá nasceu na Casa de Saúde São Sebastião, em Laranjeiras, no Rio de Janeiro. Mas cresceu e passou a infância em Vila Isabel, onde aprendia sambas de Noel Rosa com os pais e a irmã. Na adolescência mudou-se para a Tijuca. Nos bailes do Tijuca Tenis Clube dava “canjas” nas músicas em inglês quando o cantor do conjunto do acordeonista Chiquinho , Venilton Santos- que não cantava inglês – o convocava para o palco. Acabou por formar com os amigos Elvert Brandão, Hélio Celso Suarez, Máriozinho Pires e Pedrinho “Poeta” um grupo que tocava nas festinhas do clube. Também na Tijuca fazia parte de um grupo de compositores e cantores que se reunia na casa de Luhli (mais tarde da dupla Luhli & Lucina). Foi Luhli quem gravou, em 1965, suas primeiras músicas. Seu amigo Máriozinho Pires o levou à Odeon e o apresentou ao produtor Milton Miranda. Daí surgiram seus primeiros sucessos de execução: “Giramundo” com Pery Ribeiro, “Baleiro” com Luhli e “Capoeira de Oxalá” com Rosa Maria Colyn.  Sá partiu então para uma breve carreira solo, gravando singles (então chamados de compactos) produzidos por Oscar Castro Neves na então RCA ( “Inaiá” e “Canto do Quilombo”) e sendo gravado por nomes como o MPB4 (“Siá Menina”) e Nara Leão(“Menina de Hiroshima”, em parceria com Chico de Assis). Com o advento do AI-5 em 68, quando trabalhava como Oficial de Chancelaria no Itamaraty, teve várias músicas censuradas e chegou a desistir da incipiente carreira de músico, dedicando-se ao curso de Direito na Faculdade Cândido Mendes. Deixou o Itamaraty pelo jornalismo, fazendo parte da equipe do legendário jornal-escola “O Sol” onde teve – e conviveu com - mestres do calibre de Reynaldo Jardim , Martha Alencar, Nelson Rodrigues, Ana Arruda Callado, Otto Maria Carpeaux  e muitos outros. Mais tarde, já trabalhando como programador da Rádio JB, foi chamado a integrar a equipe do “Correio da Manhã”, editando o suplemento de música “Plug”, que fez história na época com colaboradores como Torquato Neto e Wally Salomão. Datam também do final da década de 60 suas primeiras experiências com jingles de propaganda quando foi chamado por Nelsinho Motta para formar com Marcos e Paulo Sergio Valle a equipe de criação da produtora Aquarius. Seu batismo de fogo musical, no entanto, deu-se em 1966 com a montagem do espetáculo “Samba Pede Passagem” pelo grupo Opinião, sob a direção de Paulo Pontes e Armando Costa, onde ao lado de Aracy de Almeida, Baden Powell e MPB4 integrou um grupo de jovens “cantautores” chamado “Grupo Mensagem”, com Sidney Miller, Marco Antonio Menezes, Soninha Ferreira (hoje integrante do quarteto em Cy) e o futuro cineasta Paulo Thiago. A formação desse grupo foi de responsabilidade do letrista Nelson Lins de Barros, também responsável pela apresentação de Sá àquele que seria seu principal parceiro, Guttemberg Guarabyra. Sá e Guarabyra conheceram-se em 1966 mas só viriam a formar um trio, com o amigo Zé Rodrix, em 1972, por obra e graça do crítico de música do JB, Júlio Hungria e do produtor da então Odeon, Màriozinho Rocha, que assistindo aos ensaios do trio no apartamento onde Sá e Guarabyra moravam , em Ipanema, decretaram a morte provisória das respectivas carreiras solo diante da harmonia e entendimento dos três parceiros que tinham sido contratados pela Odeon para gravarem solo: “vocês são um trio!”, constataram eles, abismados. E assim foi: sucesso desde o primeiro disco, com “Hoje Ainda É Dia de Rock” e “Primeira Canção da Estrada” e emplacando no segundo disco mais dois poderosos hits com “O Pó da Estrada” e “Mestre Jonas”, Sá, Rodrix & Guarabyra dominaram as rádios e os shows de 72 a 74, quando Rodrix deixou o trio e partiu em vôo solo.  A essa altura, Sá estava em São Paulo, onde fundava, com Rogério Duprat, Guarabyra, Luiz Arruda Botelho e Vanderlei Rodrigues o estúdio Vice Versa, referência da época, onde gravaram, entre outros, Elis Regina e Raul Seixas. Premida pelos compromissos financeiros assumidos com a abertura do estúdio a dupla teve que dedicar-se aos jingles, acabando por mudar os rumos da música de propaganda com sucessos estrondosos como “Só Tem Amor Quem tem Amor Pra Dar” (Guarabyra) para a Pepsi Cola e “Vem Pra Caixa Você Também” (Sá) para a Caixa Econômica Federal. Mas a partir de 77, com o disco “Pirão de Peixe com Pimenta” voltaram a freqüentar as paradas com “Sobradinho” e “Espanhola”.  Em 1981 Sá compõe com Sérgio Magrão, baixista do grupo 14Bis, o clássico “Caçador de Mim”, sucesso na voz de Milton Nascimento e dos próprios grupos dos autores. Em 2001, com a volta de Zé Rodrix aos palcos, o trio Sá, Rodrix & Guarabyra volta em plano Rock'n"Rio III, assinando com a gravadora Som Livre e gravando dois álbuns: "Outra Vez na Estrada" (Som livre, 2002) e "Amanhã" (Roupa Nova Music, 2009). Com a morte precoce de Rodrix, em 2009, a dupla retoma as atividades em 2010, lançando "SongBook" (Kuarup,2016, em CD e livro), "O Encontro Marcado ao Vivo" (com Flavio Venturini e o 14Bis, 2017, em CD e DVD) e "Cinamomo" (Discobertas, 2019). Em 2020 Sá lança nas mídias de streaming as duas primeiras faixas do seu CD solo "Solo e Bem Acompanhado", "A Ilha" (part. Frejat) e Caçador de Mim (part, Roupa Nova). Em abril de 2023 lançou novo single de sua música Mato e Morro, que também vai fazer parte de seu cd "Solo e Bem Acompanhado". O show de lançamento do cd será no dia 19 de maio no Teatro Rival Refit, no Rio de Janeiro.
Nos seus 55 anos de carreira (em 2021) como cantor e compositor, Luiz Carlos Sá gravou, sozinho ou com seus parceiros, 18 discos, fora as inúmeras compilações sempre presentes no mercado, vendendo com a dupla e o trio mais de um milhão de cópias. Foi também gravado por artistas das mais diversas tendências e gerações como Ney Matogrosso, Milton Nascimento, Pery Ribeiro, Erasmo Carlos, Simone, Elza Soares, Golden Boys, Nara Leão, Chitãozinho & Xororó, Evinha, Zizi Possi, Celso Blues Boy, Jorge Goulart, Gal Costa, Marina Lima, 14Bis, Flávio Venturini, Ivan Lins, Sergio Reis, Roupa Nova, MPB4, Quarteto em Cy, Biquíni Cavadão, Nora Ney e inúmeros outros, totalizando um repertório editado de quase 400 músicas. Sá mantém ainda uma coluna mensal na webrevista “Backstage”, especializada em áudio, a “Vida de Artista”, que breve vai ser transformada em livro.
Mora atualmente em Nova Lima, MG, com sua esposa e filho mais novo, Diogo. Luiz Carlos Sá é casado com a produtora Verlaine Veloso Sarmento de Sá e tem cinco filhos e quatro netos.